# Conest
Conest este o companie de construcții din Iași, România.
Compania a apărut în urma privatizării prin vânzarea către salariați în 1992, după divizarea Trustului de Construcții Industriale Iași.
În anul 2010, compania Conest a fost implicată, împreună cu compania Geprocon, într-un scandal de trafic de influență.
Cifra de afaceri:
- 2009: 15 milioane euro[1][3]
- 2006: 46,8 milioane lei[4]